# Дворец Юсуповых на Садовой улице
Юсу́повский дворе́ц на Садовой улице, 50-а и на Фонтанке, 115 в Санкт-Петербурге — бывший дворец князей Юсуповых. С 1 ноября 1810 года — первое здание Института Корпуса инженеров путей сообщения. Ныне его занимает Петербургский государственный университет путей сообщения.
Усадьба князя Б. Г. Юсупова на реке Фонтанке в середине XVIII века была одной из богатейших в городе. На участке существовал роскошный барочный дворец, в плане представлявший собой сильно распластанную букву Н. Здание на высоких погребах представляло собой сочетание центрального двухэтажного объёма и одноэтажных поперечных ему крыльев, соединённых одноэтажными же корпусами. От реки усадьбу отделяла трельяжная решетка. По сторонам средней подъездной аллеи, ведущей от дворца к Садовой улице, располагалось по большому боскету, центры которых отмечали пруды фигурных очертаний, соединённые между собой каналом. Через канал по центральной оси комплекса переброшен мост. От прудов к граням и углам боскетов вели дополнительные окаймленные стриженной зеленью дорожки. Парк немного не доходил до Садовой улицы, и подъездная аллея проходила между строений небольших усадеб, обращённых к улице, принадлежавших другим владельцам. У Фонтанки перед Г-образной в плане оранжереей существовал небольшой партерный садик с беседками. Единственное известное сегодня изображение дворца того периода сохранилось на аксонометрическом плане де Сент-Илера.

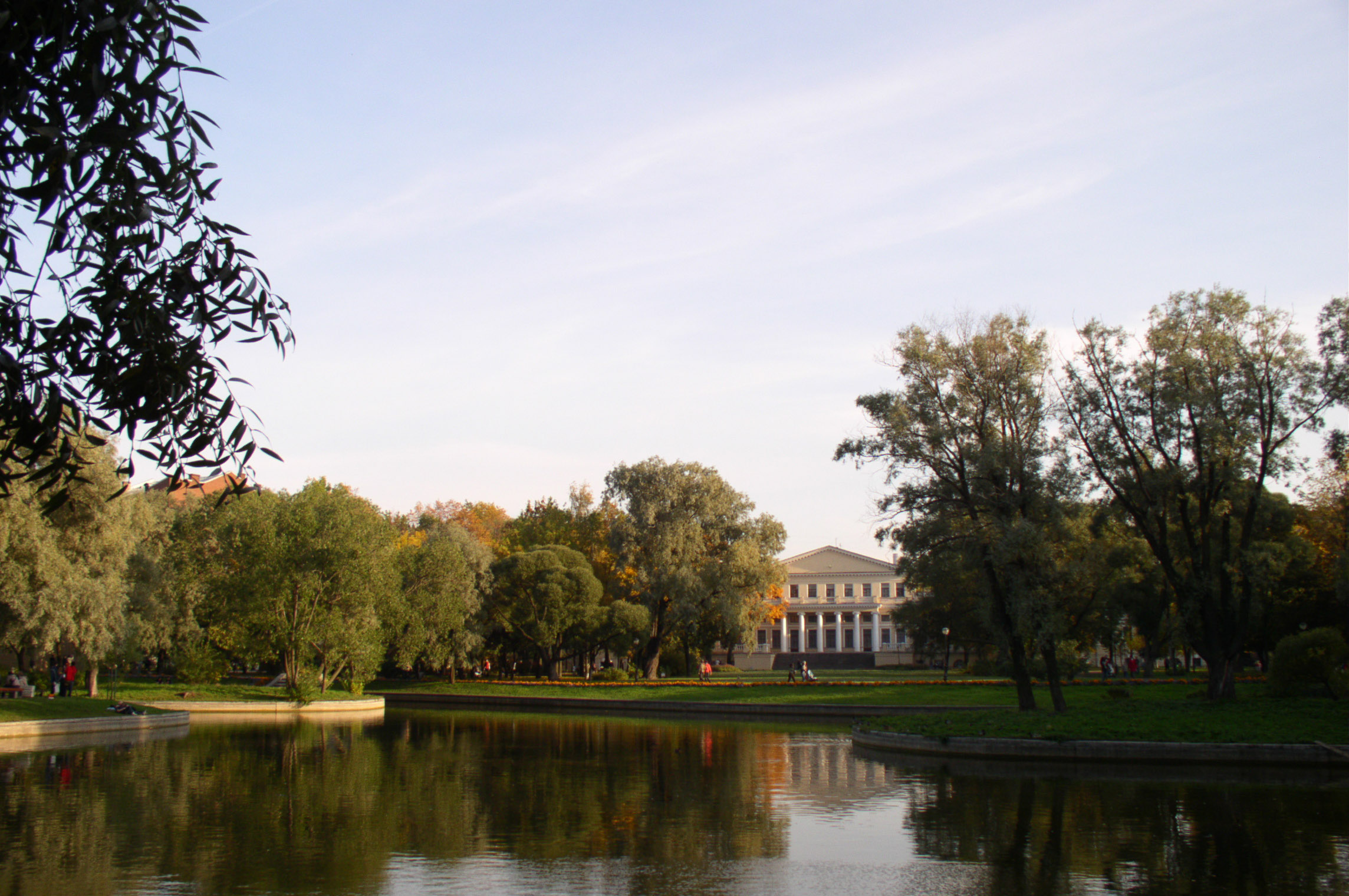
Сквер Юсуповского дворца

В связи с прокладкой сквозной набережной и завершением благоустройства берегов Фонтанки дворец в 1790-х годах перестраивается для князя Николая Борисовича Юсупова архитектором Джакомо Кваренги. При этом зодчий сохранил основные объемные членения здания (повышенный центр и более низкие крылья), но полностью сменил в духе времени декоративное решение фасадов и интерьеров, получивших в результате классицистическое оформление. Со стороны реки архитектор возвел дополнительные службы и организовал новый замкнутый парадный двор с въездом с набережной. Вместо двух фигурных крылец он соорудил по центру фасада открытый тамбур с ведущим к нему пандусом. Угловые ризалиты стянуты с повышенным средним лоджиями, украшенными тосканскими колоннами. Противоположный садовый фасад украсился шестиколонным портиком на террасе в уровне первого этажа с ведущей к нему широкой одномаршевой лестницей. Парк перепланировали в пейзажном стиле, изменив очертания береговой линии прудов на свободные и насыпав искусственный островок. На участке бывшей оранжереи Кваренги предусматривал строительство небольшого павильона с обращенной к Фонтанке открытой полуциркульной нишей, маленьким кабинетцем и залом со стороны сада, отделённого от остальной территории усадьбы оградой.
В 1836—1840 годах была изготовлена решётка, которая ограждает здание и прилегающий к нему сад со стороны Садовой улицы; её создали инженеры К. Кольман и В. Р. Трофимович.